# Central Baltic Programme
Central Baltic Programme 2014-2020 är ett av EU:s gränsregionala Interreg-program, och finansierar gränsöverskridande projektverksamhet i svenska, finska, estniska och lettiska regioner som gränsar till mellersta Östersjön. 

Programmet fördelar 115 miljoner euro ur Europeiska regionala utvecklingsfonden, och har fyra prioriteringar: 
- Konkurrenskraftig ekonomi
- Hållbart bruk av gemensamma resurser
- Väl förbunden (well-connected) region
- Kvalificerad (skilled) och socialt inkluderande region